# Kostel Saint-Jean-Baptiste de La Malène
Kostel Saint-Jean-Baptiste de La Malène se nachází v městečku La Malène v soutěsce gorges du Tarn ve francouzském departementu Lozère. Kostel je obklopen hřbitovem. Kostel je od 18. srpna 1928 chráněn jako historická památka Francie.

## Historie
Románský kostel z 12. století má tři kostelní lodě, z nichž každá je uvnitř zakončena kruhovou apsidou a zvenčí je polygonální. Kostelní lodě jsou zaklenuty kruhovými klenbami. Kostel je osvětlen pouze jižním průčelím. Na severní straně nejsou žádné otvory. V 16. století byl proti jižní lodi přistavěn presbytář. Na počátku 19. století byla severní loď ve čtvrtém poli rozbořena, aby zde byla postavena kaple pro pohřeb třiceti obětí revoluce z roku 1793. Později byla nad čtvrtým rizalitem lodi postavena čtvercová zvonice, zakončená kovovým křížem.

## Galerie

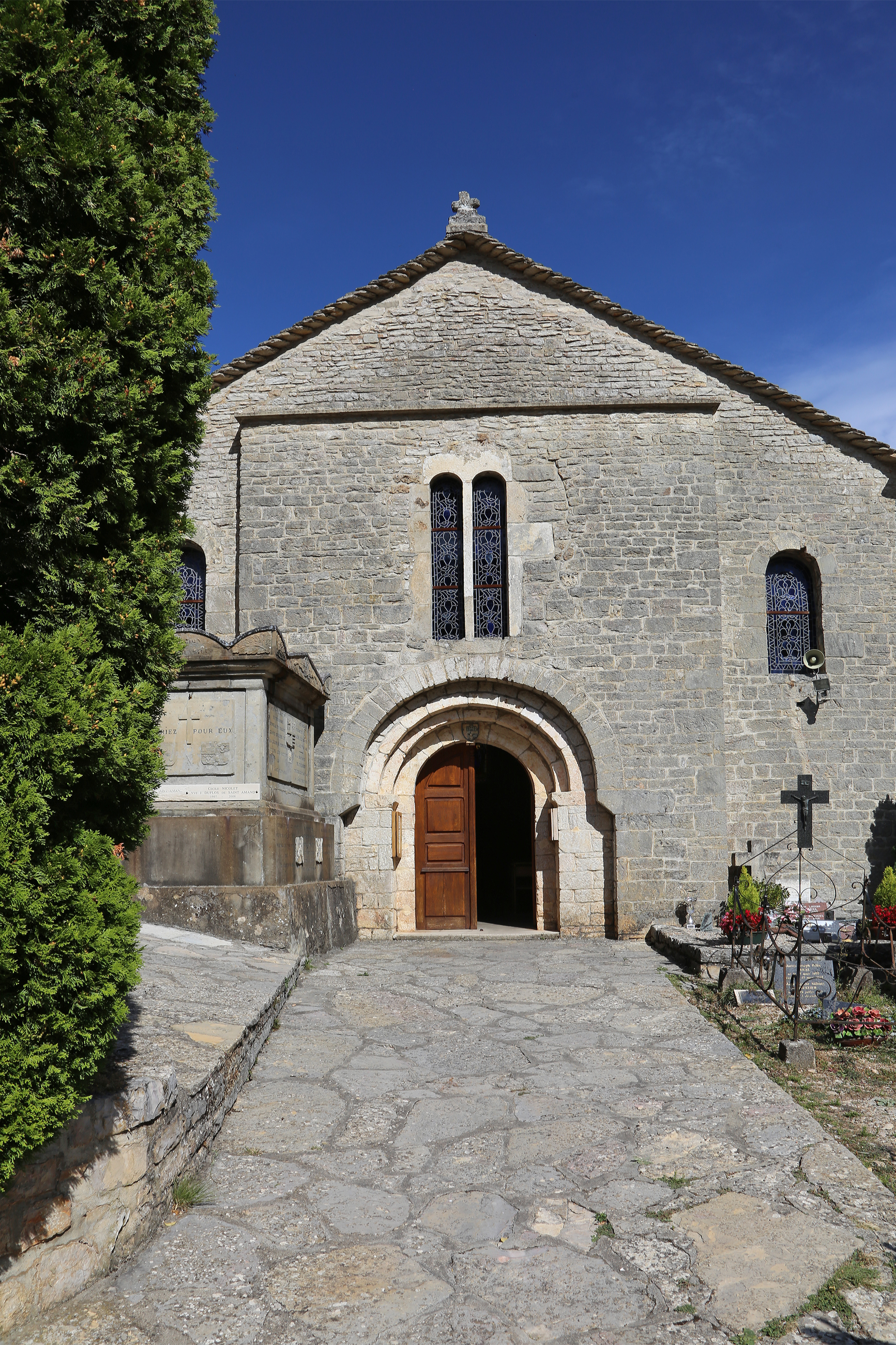
průčelí kostela
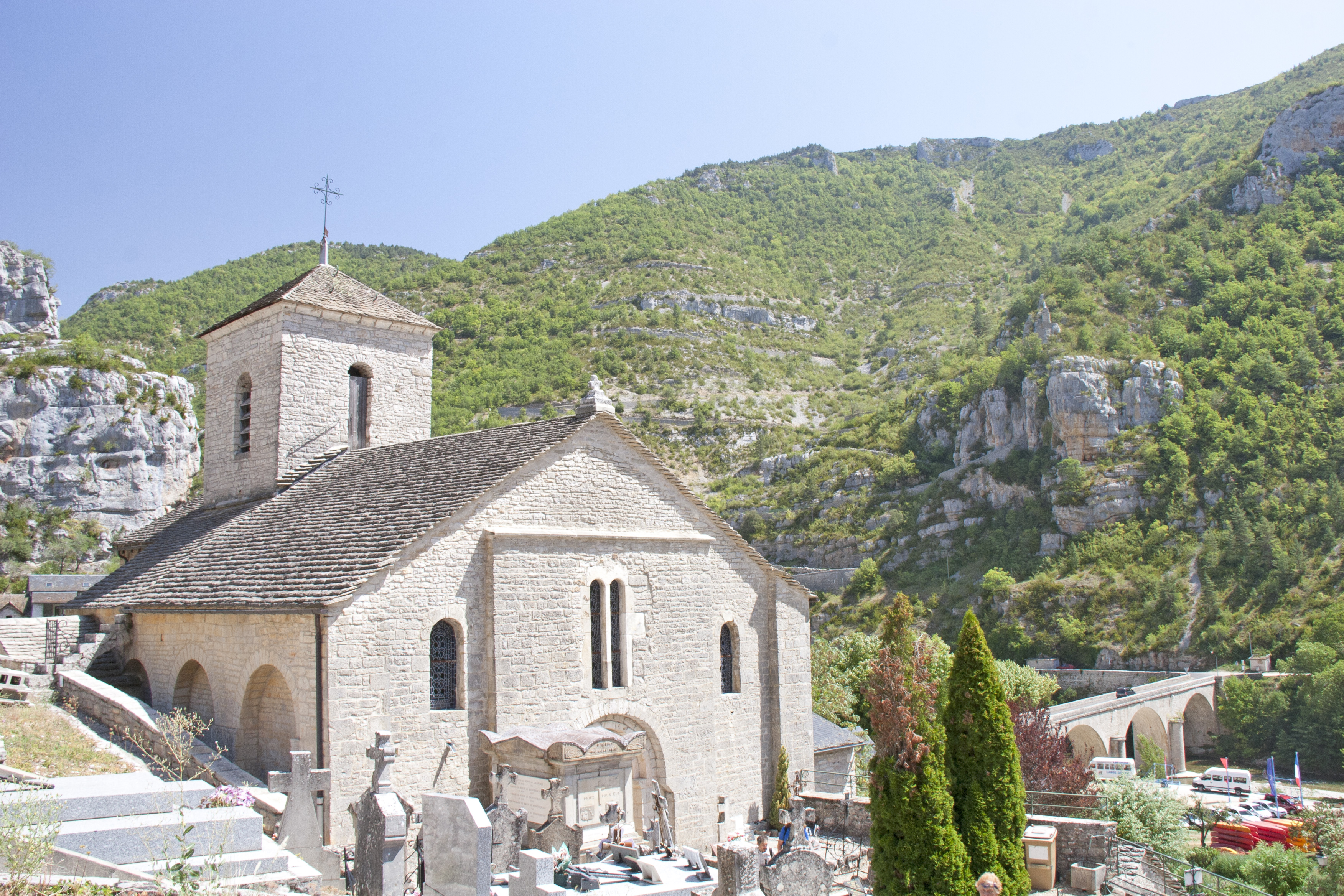
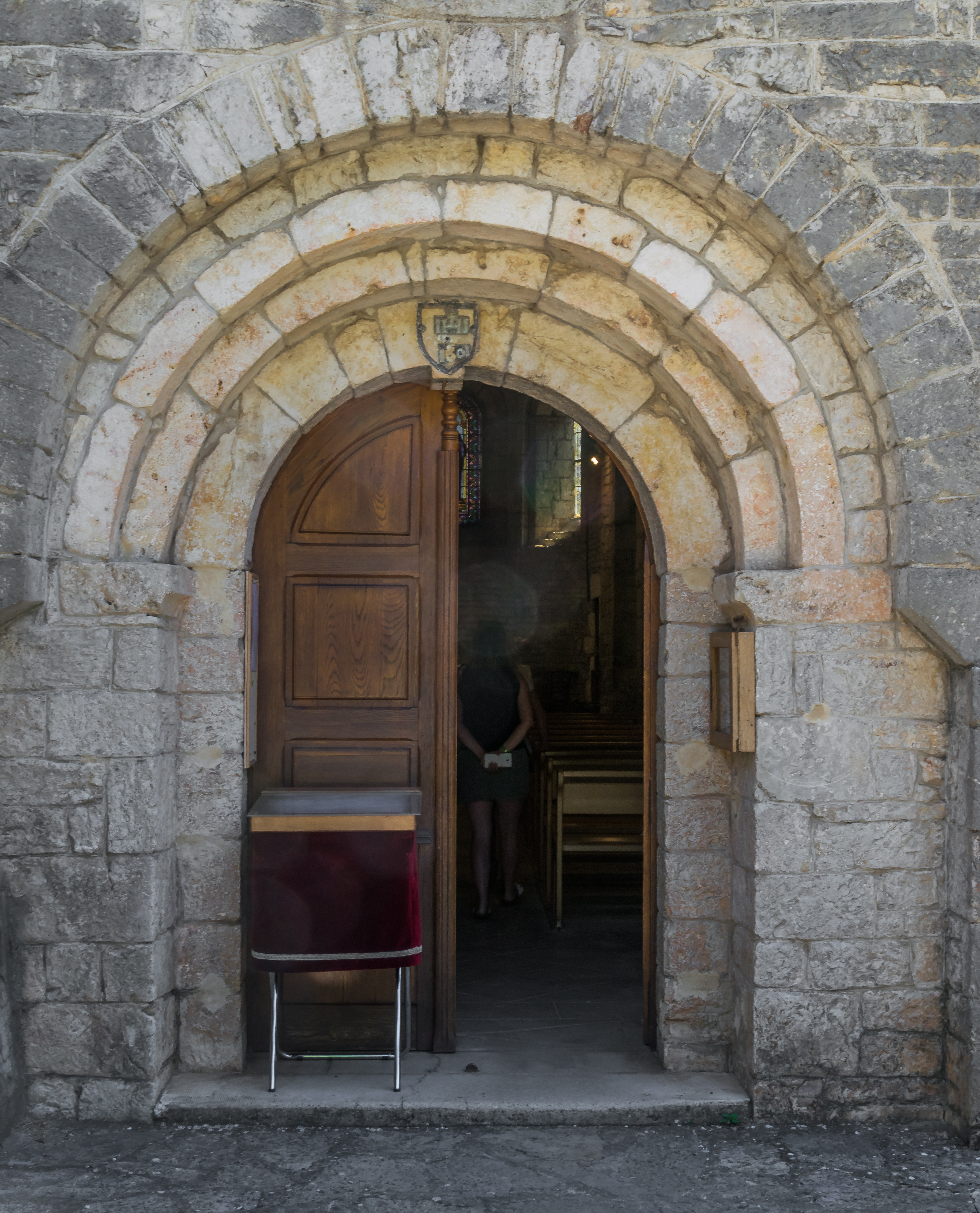
detail vstupního portálu
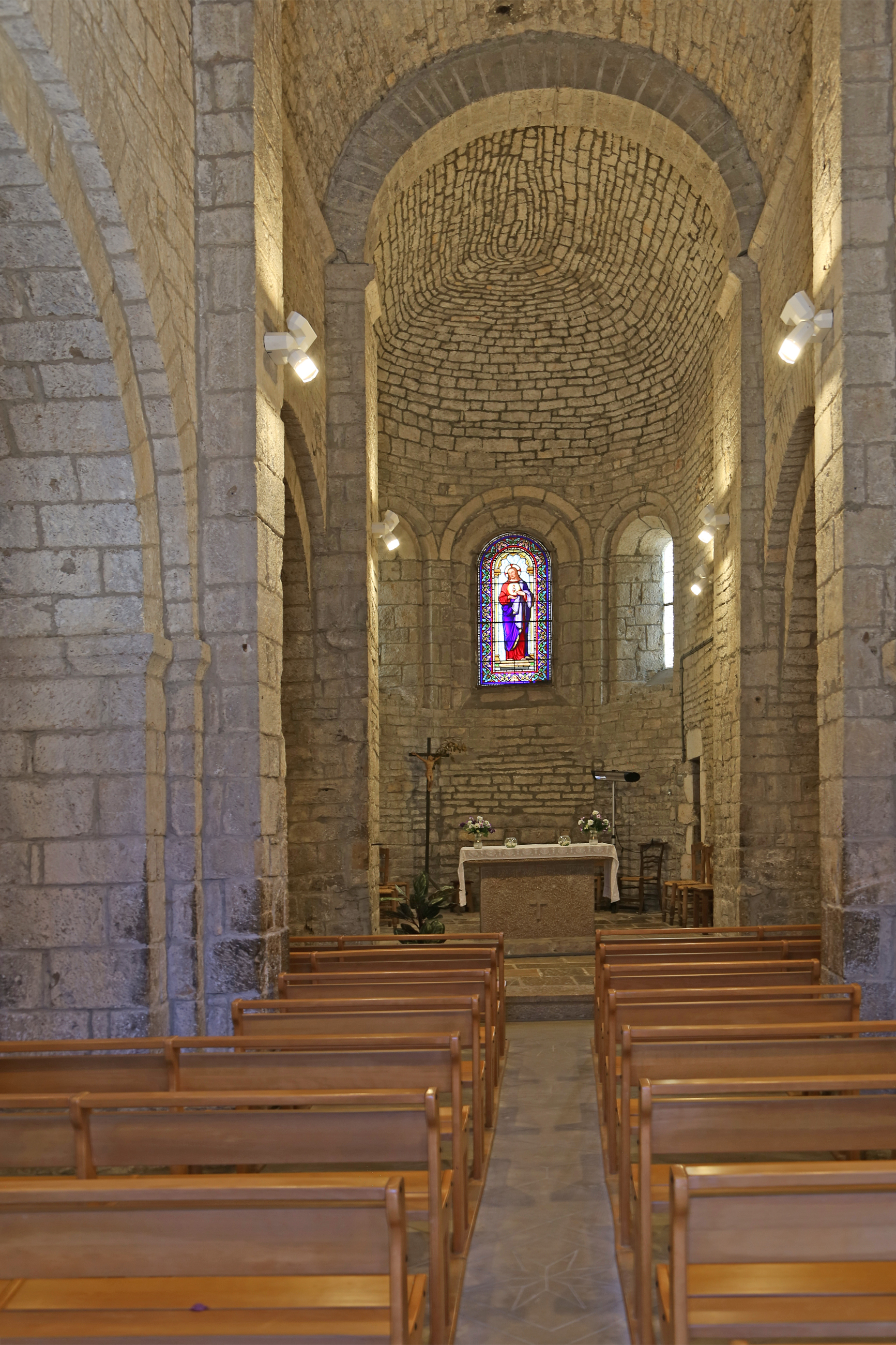
pohled do interiéru kostela
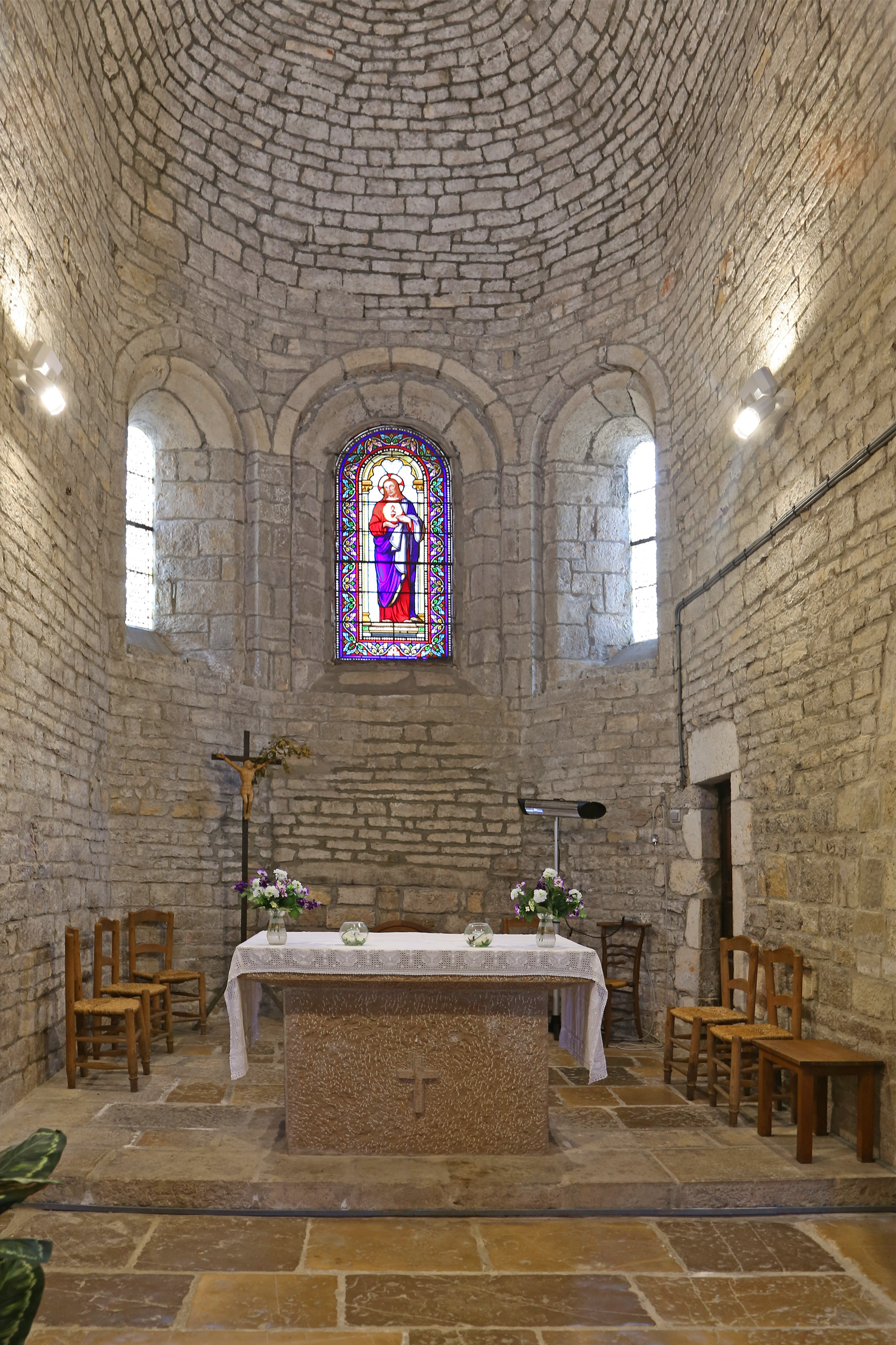
kostelní oltář
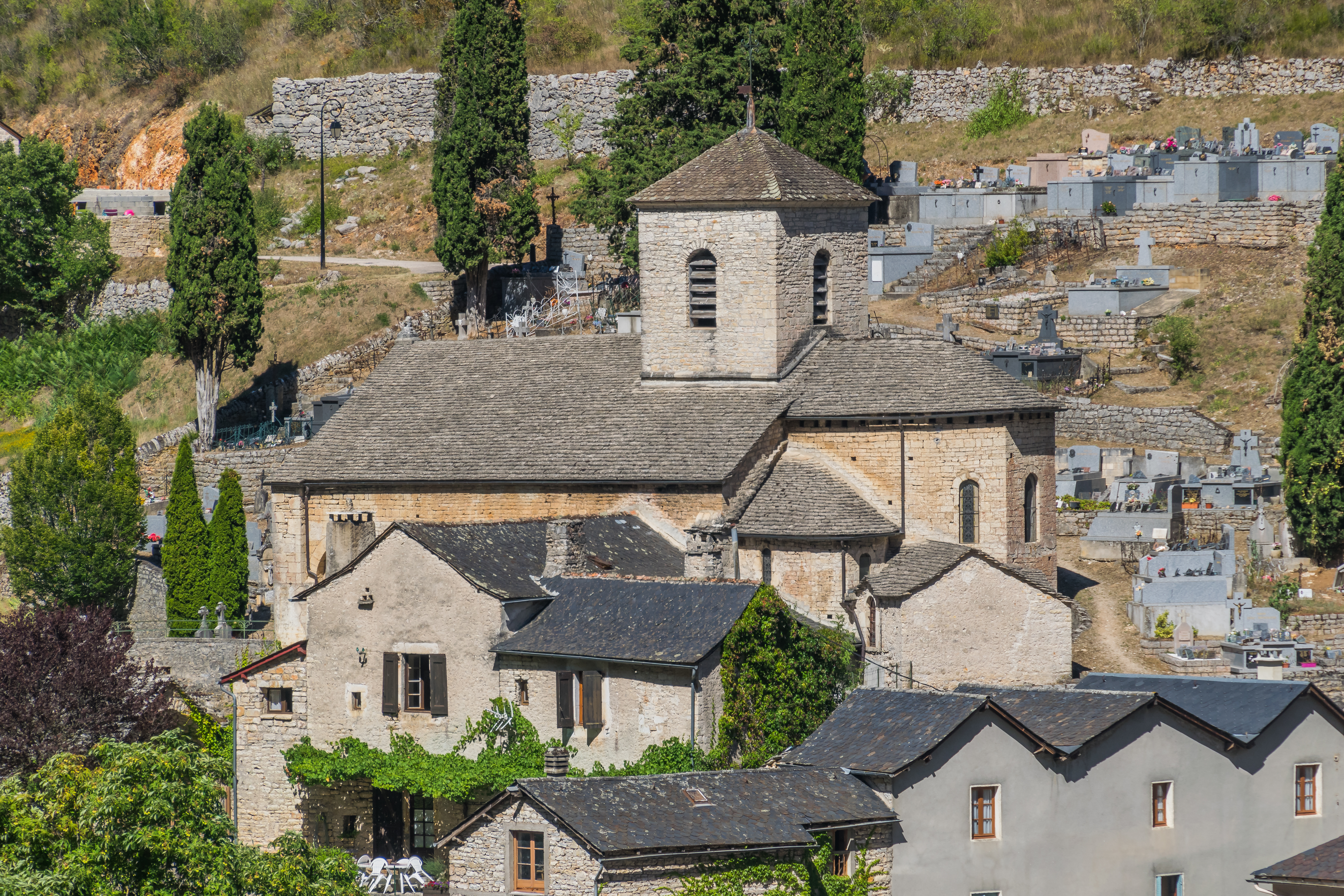